# Логово Вуивры
Логово Вуивры (фр. Le Repaire de la Vouivre) — французский телевизионный мини-сериал, снятый компанией  Capa Drama при участии France Televisions, и демонстрировавшийся на канале France 2 22—29 июня 2011. Постановка Эдвина Бейли по сценарию Эрика Вера и Солен Руа-Пажено.

## Сюжет

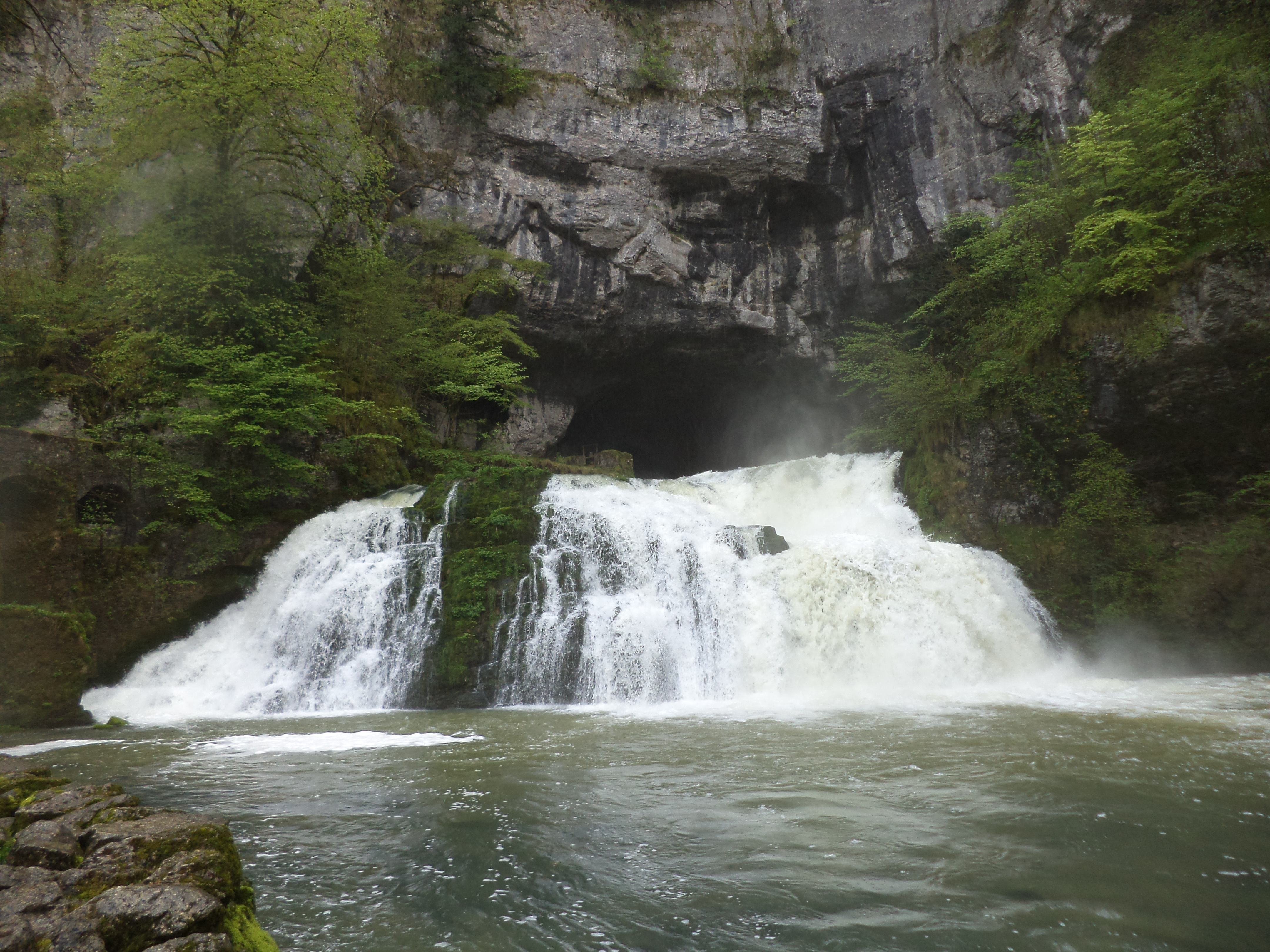
Водопад у истока Лизона

Известный парижский репортёр Поль Пратт вместе с дочерью-подростком Луизой приезжает в городок своего детства во Франш-Конте на похороны своего друга и наставника журналиста Жиля Ферре. Обстоятельства этой и ещё одной смерти вызывают у него подозрение, и Поль начинает расследование, к которому после обнаружения новых трупов вынуждена подключиться местная жандармерия.
Все убийства каким-то образом связаны с рекой, выходящей из пещеры, в которой, по народному поверью, находится логово Вуивры, королевы змей, героини известного романа Марселя Эме. Попутно с расследованием репортёру приходится выяснять отношения с родственниками и возвращаться к воспоминаниям о неприятных и не до конца проясненных событиях юности.
Съемки проводились, в основном в живописном старинном местечке Мутье-От-Пьер, расположенном в Юрских горах в департаменте Ду, а также в месте, где речка Лизон выходит из карстовой пещеры на поверхность, создавая живописный водопад.

## В ролях
- Жан-Марк Барр — Поль Пратт
- Клод Перрон — Клер Кёниг
- Люси Бурдо — Луиз Пратт
- Лубна Азабаль — лейтенант Элоди Каста
- Рюфюс — Эдуар Пратт
- Даниель Верите — Жиль Ферре
- Эдуар Жиар — Жюльен Лафон
- Янн Колетт — полковник Жирар
- Камиль Жапи — Дельфин Пратт
- Эрик Эрсон-Макарель — Кристиан Пратт
- Мари Беро — Рафаэла Кёниг
- Элен Патаро — Мае Нгуен